# Johannes Overbeck
Johannes Adolph Overbeck, född den 27 mars 1826 i Antwerpen, död den 8 november 1895 i Leipzig, var en tysk konsthistoriker och arkeolog, brorson till Friedrich Overbeck.
Overbeck kallades 1853 till Leipzig som direktör för det arkeologiska museet samt blev 1858 ordinarie professor. Av hans vetenskapliga arbeten, delvis kända och studerade även i Sverige under 1800-talets andra hälft, kan nämnas Die Bildwerke zum thebischen und troischen Heldenkreise (1851-53), Geschichte der griechischen Plastik (2 band, 1857-58; 4:e upplagan 1892 -94), Pompeji in seinen Gebäuden, Alterthumern und Kunstwerken (1856; 4:e upplagan 1884), Die antiken Schriftquellen zur Geschichte der bildenden Künste bei den Griechen (1868) samt Griechische Kunstmythologie (1872). Arkeologiska museet vid Leipzigs universitet är huvudsakligen hans verk.